# 疏花鸡矢藤
疏花鸡矢藤（学名：Paederia laxiflora）为茜草科鸡矢藤属下的一个种。

## 扩展阅读
- 維基物種上的相關：疏花鸡矢藤